# Концентраційний елемент
Концентраці́йний елеме́нт (англ. concentration cell) — гальванічний елемент, в якому перетворення хімічної енергії в електричну досягається внаслідок різниці концентрацій речовини біля двох електродів елемента. Електрична робота в такому електроді виконується завдяки вирівнюванню концентрацій електроліту, складу металевих електродів або тисків газів, що є складовими частинами електродів.